# 亚通体育馆
亚通體育館（英語：Axiata Arena，前称：布特拉體育館）是一座位於馬來西亞吉隆坡武吉加里尔吉隆坡体育城的室內體育館。它可容納16000人。它為國家體育中心眾多體育場館之一，其他包括武吉加里尔国家体育馆、國家曲棍球場、國家壁球中心、國家水上中心和網球中心。2017年易名为亚通体育馆，而亚通的冠名权将持续十年。

## 维护不足
2025年1月7月，亚通体育馆在一场大雨中，屋顶出现漏水情况，导致当日举办的马来西亚羽毛球公开赛的两个球场的比赛暂停。马来西亚体育场公司 （PSM）首席执行员伊利雅斯（Ilyas Jamil）将漏水归咎于体育馆屋顶自去年4月以来一直进行的维修工程还未完工。

## 文娛演出
| 日期                    | 歌手           | 名稱                                                                           |
| 1999年-2009年           | 1999年-2009年  | 1999年-2009年                                                                  |
| ----------------------- | -------------- | ------------------------------------------------------------------------------ |
| 1999年8月21-22日        | 王菲           | 《唱遊大世界：精彩 巡迴演唱會》（吉隆坡站）                                    |
| 2000年3月4日            | 黎明           | 《至酷千禧年黎明大馬演唱會》                                                   |
| 2001年2月24日           | 任賢齊         | 《2001世界巡迴演唱會》（吉隆坡站）                                             |
| 2001年6月16日           | 張信哲         | 《巨星與交響樂慈善演唱會》（吉隆坡站）                                         |
| 2002年2月8日            | 周杰倫         | 《范特西世界巡迴演唱會》（吉隆坡站）                                           |
| 2005年6月4日            | 張信哲         | 《e世紀情歌演唱會》（吉隆坡站）                                                |
| 2005年10月1日           | 梁靜茹         | 《愛的大遊行世界巡迴演唱會》（吉隆坡站）                                       |
| 2005年11月25-26日       | 張學友         | 《雪狼湖创意音乐剧》（吉隆坡站）                                               |
| 2006年9月30日-10月1日   | 光良           | 《擁抱光良。約定演唱會》                                                       |
| 2008年3月29日           | 张栋梁         | 《FROM NOW ON》大马演唱会                                                      |
| 2008年6月28日           | 曹格           | 《Welcome to My World 亞洲巡迴演唱會》（吉隆坡站）                             |
| 2009年3月28日           | 飛輪海         | 《想入飛飛世界巡迴演唱會》（吉隆坡站）                                         |
| 2009年6月13日           | 梁靜茹         | 《今天情人節世界巡迴演唱會》（吉隆坡站）                                       |
| 2009年11月28日          | 林憶蓮         | 《憶蓮Live 09世界巡迴演唱會》（吉隆坡站）                                      |
| 2010年                  |                |                                                                                |
| 2010年4月24日           | 張惠妹         | A-Mit Live 阿密特首次世界巡迴演唱會（吉隆坡站）                                |
| 2010年12月18日          | 蕭敬騰         | 《洛克先生Mr. Rock世界巡迴演唱會》（吉隆坡站）                                 |
| 2011年                  |                |                                                                                |
| 2011年3月4-5日          | 周杰倫         | 《超時代世界巡迴演唱會》（吉隆坡站）                                           |
| 2011年4月16日           | 羅志祥         | 《舞法舞天之一萬零一夜安可世界巡迴演唱會》（吉隆坡站）                         |
| 2011年7月16日           | 曹格           | 《Sensation World Asia Live Tour 2011世界巡迴演唱會》（吉隆坡站）              |
| 2011年11月6日           | 王菲           | 《巡唱 巡迴演唱會》（吉隆坡站）                                                |
| 2011年12月8-11日        | 張學友         | 《1/2世紀世界巡迴演唱會》（吉隆坡站）                                          |
| 2013年                  |                |                                                                                |
| 2013年7月20日           | S.H.E          | 《2gether 4ever世界巡迴演唱會》（吉隆坡站）                                    |
| 2013年8月2-4日          | 周杰倫         | 《魔天倫世界巡迴演唱會》（吉隆坡站）                                           |
| 2013年12月7日           | 林俊傑         | 《時線Timeline世界巡迴演唱會》（吉隆坡站）                                     |
| 2014年                  |                |                                                                                |
| 2014年3月1日            | 蘇打綠         | 《當我們一起走過巡迴演唱會》（吉隆坡站）                                       |
| 2014年5月31日           | 譚詠麟×李克勤  | 《左麟右李10周年世界巡迴演唱會》（吉隆坡站）                                   |
| 2014年6月11日           | Taylor Swift   | 《The Red Tour》（吉隆坡站）                                                   |
| 2014年11月14-15日       | 周杰倫         | 《魔天倫2世界巡迴演唱會》（吉隆坡站）                                          |
| 2014年12月13日          | 田馥甄         | 《如果世界巡迴演唱會》（吉隆坡站）                                             |
| 2014年12月20日          | 孫燕姿         | 《克卜勒世界巡迴演唱會》（吉隆坡站）                                           |
| 2015年                  |                |                                                                                |
| 2015年1月23-24日        | 鄧紫棋         | 《X.X.X. Live 世界巡迴演唱會》（吉隆坡站）                                     |
| 2015年4月18日           | 光良           | 《回憶裡的瘋狂巡迴演唱會》（吉隆坡站）                                         |
| 2015年7月24-25日        | BIGBANG        | 《MADE》世界巡回演唱会 (马来西亚站)                                            |
| 2017年                  |                |                                                                                |
| 2017年11月18日          | 鄧紫棋         | 《Queen of Hearts世界巡迴演唱會》（吉隆坡站）                                  |
| 2017年12月16日          | 初音未来       | 《Miku Expo 2017》（吉隆坡站）                                                 |
| 2018年                  |                |                                                                                |
| 2018年1月26-28日        | 張學友         | 《A CLASSIC TOUR 學友.經典世界巡迴演唱會》（吉隆坡站）                         |
| 2018年7月7日            | EXO            | 《EXO PLANET #4 - The EℓyXiOn -》（吉隆坡站）                                  |
| 2018年7月21日           | Wanna One      | 《One:The World》（吉隆坡站）                                                  |
| 2018年8月11日           | 戴佩妮         | 《賊》世界巡迴演唱會（《賊》亞洲巡迴演唱會 大馬站）                            |
| 2018年8月24日           | Boyzone        | 《Thank You & Goodnight世界巡迴演唱會》（吉隆坡站）                            |
| 2018年9月1日            | 周興哲         | 《22 TWENTY TWO PLUS 2018亞洲巡迴演唱會全面進化版》（吉隆坡站）                |
| 2018年9月7-8日          | 林俊傑         | 《聖所世界巡迴演唱會》（吉隆坡站）                                             |
| 2018年10月5-7日         | 張學友         | 《A CLASSIC TOUR 學友.經典世界巡迴演唱會安可場》（吉隆坡站）                   |
| 2019年                  |                |                                                                                |
| 2019年2月16日           | 薛之謙         | 《摩天大樓世界巡迴演唱會》（吉隆坡站）                                         |
| 2019年3月23日           | 邕聖祐         | 《Eternity 亚洲巡回粉丝见面会》（吉隆坡站）                                    |
| 2019年7月6日            | 蕭敬騰         | 《娛樂先生世界巡迴演唱會》（吉隆坡站）                                         |
| 2019年8月17日           | TWICE          | 《TWICE WORLD TOUR 2019 "TWICELIGHTS" 世界巡迴演唱會》（吉隆坡站）             |
| 2019年9月13-15日        | 劉德華         | 《My Love Andy Lau World Tour 2019世界巡迴演唱會》（吉隆坡站）                 |
| 2019年11月2日           | 杨丞琳         | 《青春住了谁世界巡迴演唱会》 （吉隆坡站）                                      |
| 2019年11月30日          | 莫文蔚         | 《絕色莫文蔚25周年世界巡迴演唱會》（吉隆坡站）                                 |
| 2019年12月14日          | EXO            | 《EXOPLANET #5 - The EXplOration -》（吉隆坡站）                               |
| 2019年12月21日          | 李知恩         | 《2019巡迴演唱會 - LOVE, POEM 》（吉隆坡站）                                   |
| 2019年12月31日          | 黃明志         | 《『4896』世界巡迴演唱會》（吉隆坡站）                                         |
| 2022年                  |                |                                                                                |
| 2022年10月10日          | SUPER JUNIOR   | 《SUPER SHOW 9:ROAD 世界巡迴演唱會》（吉隆坡站）                               |
| 2022年12月17日          | 王嘉爾         | 《JACKSON WANG MAGIC MAN WORLD TOUR》（吉隆坡站）                              |
| 2023年                  |                |                                                                                |
| 2023年1月1日            | 低清           | 《低清翻車演唱會》                                                             |
| 2023年2月23-24日        | Westlife       | 《THE WILD DREAMS TOUR》（吉隆坡站）                                           |
| 2023年4月29日           | A-Lin          | 《A-Link with Passengers世界巡迴演唱會》（马来西亚站）                         |
| 2023年5月12-14日        | 陳奕迅         | 《Fear and Dreams世界巡迴演唱會》（馬來西亞站）                                |
| 2023年6月2-4日          | 周兴哲         | 《Odyssey～旅程世界巡回演唱会》（马来西亚站）                                  |
| 2023年8月11-13，18-20日 | 張學友         | 《張學友60+巡迴演唱會》（吉隆坡站）                                            |
| 2023年8月25-26日        | 張惠妹         | 《ASMR世界巡迴演唱會》（马来西亚站）                                           |
| 2023年9月9日-10日       | 周华健         | 《少年侠客世界巡回演唱会》(马来西亚站)                                         |
| 2023年9月23日           | 動力火車       | 《都是因為愛 世界巡迴演唱會》（吉隆坡站）                                      |
| 2023年11月4日           | 温拿           | 《温拿情不变说再见演唱会》(吉隆坡站)                                           |
| 2023年12月23日-25日     | 薛之谦         | 《“天外来物”世界巡回演唱會》（吉隆玻站）                                       |
| 2024年                  |                |                                                                                |
| 2024年1月27日           | 李榮浩         | 《縱橫四海世界巡回演唱会》（馬來西亞站）                                       |
| 2024年2月17日           | IVE            | 《THE 1ST WORLD TOUR <SHOW WHAT I HAVE>》（吉隆玻站）                          |
| 2024年4月20日           | 梁靜茹         | 《當我們談論愛情 20週年世界巡迴演唱會》（吉隆坡站）                            |
| 2024年5月4日            | 光良           | 《今晚我不孤独2.0世界巡回演唱会》 (吉隆坡站)                                   |
| 2024年6月8-9日          | 李知恩         | 《H.E.R. World Tour 世界巡迴演唱會》（馬來西亞站）                             |
| 2024年6月15-16日        | 告五人         | 《宇宙的有趣》第一次新世界巡迴演唱會（馬來西亞站）                             |
| 2024年7月13日           | 任賢齊         | 《齐迹·在路上》巡回演唱会（馬來西亞站）                                        |
| 2024年7月21日           | 蔡琴           | 《好新琴》演唱会（吉隆玻站）                                                   |
| 2024年7月27日           | 楊丞琳         | 《Like A Star 世界巡迴演唱會》（馬來西亞站）                                   |
| 2024年8月3日            | SUPER JUNIOR   | 《"Super Show Spin-Off: Halftime" 亚洲巡回演唱会》（馬來西亞站）               |
| 2024年10月24-27日       | 劉德華         | 《「今日…is the Day」劉德華巡迴演唱會》（馬來西亞站）                          |
| 2024年11月2日           | 藤井风         | 藤井風演唱會2024（馬來西亞站）                                                 |
| 2024年11月8-9日         | 張信哲         | 《未來式終極版世界巡回演唱會》（馬來西亞站）                                   |
| 2024年11月30日-12月1日  | 周兴哲         | 《Odyssey～旅程 Returns 世界巡回演唱会》（马来西亚站）                         |
| 2024年12月7日           | 太阳 (BIGBANG) | 《THE LIGHT YEAR TOUR》(吉隆坡站)                                              |
| 2024年12月28日          | Ele Yan 颜人中 | 《「Moment³」巡回演唱会》（吉隆坡站）                                          |
| 2025年                  |                |                                                                                |
| 2025年4月5日            | Energy         | 《一触即发巡回演唱会》(马来西亚站)                                             |
| 2025年4月12-13日        | 周深           | 《9.29Hz世界巡回演唱会》(马来西亚站)                                           |
| 2025年6月21日           | BABY MONSTER   | 《HELLO MONSTERS World Tour》（吉隆坡站）                                      |
| 2025年7月12日           | 伍佰           | 《伍佰&China Blue Rock Star 2 世界巡回演唱会》(马来西亚站)                     |
| 2025年7月13日           | 姜育恒         | 《永远》马来西亚演唱会                                                         |
| 2025年7月19-20日        | G-Dragon       | 《Übermensch世界巡迴演唱會》（吉隆坡站）                                       |
| 2025年8月2日            | 蕭敬騰         | 《野生 世界巡回演唱会》（吉隆坡站）                                            |
| 2025年8月15-17，22-24日 | 張學友         | 《張學友60+巡迴演唱會》（吉隆坡站）                                            |
| 2025年8月30日           | D.O            | 《𝐃𝐎 𝐢𝐭! 》（吉隆坡站）                                                        |
| 2025年9月12-13日        | 张碧晨         | 【爱的史诗】交响限定演唱会(马来西亚站)                                         |
| 2025年9月20日           | 张栋梁         | 《第21个故事 巡回演唱会》(马来西亚站)                                          |
| 2025年10月4日           | 陶喆           | 《Soul Power II 世界巡回演唱会》(马来西亚站)                                   |
| 2025年10月18日          | 周华健         | 《少年的奇幻之旅3.0世界巡回演唱会》(马来西亚站)                                |
| 2025年10月31日          | 3P             | 《鑫世纪巡回演唱会》(马来西亚站)                                               |
| 2025年12月13-14日       | NCT Dream      | 《The Dream Show 4: Dream the Future》(马来西亚站)                             |
| 2026年                  |                |                                                                                |
| 2026年1月17日           | SUPER JUNIOR   | 《SUPER SHOW 10: SUPER JUNIOR 20th Anniversary" 世界巡回演唱会》（马来西亚站） |
| 2026年1月31日           | DAY6           | 《The DECADE》10周年巡回演唱会 (马来西亚站)                                    |

2025年9月16日 ⾳浪 SOUNDWAVE 2.0 演唱会 2025》
2025年11月2日 白冰冰、龙千玉、蔡小虎、阿吉、张秀卿、沈文程《佳乐之夜金曲演唱会》

## 外部連結
- 馬來西亞國家體育中心

3°03′13″N 101°41′37″E / 3.053735°N 101.693555°E